# Saires-la-Verrerie
Saires-la-Verrerie is een gemeente in het Franse departement Orne (regio Normandië) en telt 280 inwoners (1999). De plaats maakt deel uit van het arrondissement Argentan.

## Geografie
De oppervlakte van Saires-la-Verrerie bedraagt 8,0 km², de bevolkingsdichtheid is 35,0 inwoners per km².
De onderstaande kaart toont de ligging van Saires-la-Verrerie met de belangrijkste infrastructuur en aangrenzende gemeenten.

## Demografie
Onderstaande figuur toont het verloop van het inwonertal (bron: INSEE-tellingen).